# Iridana exquisita
Iridana exquisita är en fjärilsart som beskrevs av Grose-smith 1898. Iridana exquisita ingår i släktet Iridana och familjen juvelvingar. Inga underarter finns listade i Catalogue of Life.